# Ruan Yu
Ruan Yu (阮瑀) est un poète chinois de la fin de l'époque de la dynastie Han, décédé vers 212.
Il fait son apprentissage avec Cai Yong, l'un des plus brillants lettrés de l'époque finale des Han, auprès duquel il développe en particulier son art de la calligraphie, qui fait sa réputation. Il rentre dans le cercle de la famille des Cao, généraux qui s'affirment alors que se délite le pouvoir des Han : il est d'abord secrétaire de Cao Hong, puis se brouille avec lui et finit dans le secrétariat de Cao Cao, me chef du clan et principale personnalité politique et militaire de l'époque, dont il rédige les lettres et commandements. 
Ruan Yu a acquis une réputation de poète talentueux, étant estimé par les fils de Cao Cao, Cao Pi et Cao Zhi, qui deviennent eux-mêmes des poètes remarquables. Le premier a célébré Ruan Yu dans son ouvrage de critique littéraire, le Lun wen, et le range dans le groupe des « Sept Lettrés de Jian'an », qui sont à ses yeux les plus remarquables poètes de l'ère Jian'an (196-220).
Son fils Ruan Ji (v. 210-263) est lui-même un poète reconnu, classé dans le groupe des Sept Sages de la forêt de bambous.